# 임인성
임인성(1985년 7월 23일 ~ )은 대한민국의 프로 축구 선수이다. 포지션은 골키퍼이며 홍익대학교를 졸업하고  인천유나이티드 프로팀에 입단하였고 군복무를 위해 광주상무로 이적하였고 마지막 소속팀은 상주 상무 피닉스이다.

## 축구인 생활

### 선수 생활
2008년에 인천 유나이티드에 입단하면서 프로 무대에 데뷔했으며, 2010년에 군 복무를 위해 광주 상무에 입단하였다.